# موراي كرايغر
موراي كرايغر (بالإنجليزية: Murray Krieger)‏ هو صحفي أمريكي، ولد في 27 نوفمبر 1923 في نيوآرك في الولايات المتحدة، وتوفي في 5 أغسطس 2000 في شاطئ نيوبورت في الولايات المتحدة.

## وصلات خارجية
- موراي كرايغر على موقع الموسوعة البريطانية (الإنجليزية)
- موراي كرايغر على موقع إن إن دي بي (الإنجليزية)